# Syrphophagus rugulosus
Syrphophagus rugulosus är en stekelart som beskrevs av Hoffer 1963. Syrphophagus rugulosus ingår i släktet Syrphophagus och familjen sköldlussteklar.
Artens utbredningsområde är Tjeckien. Inga underarter finns listade i Catalogue of Life.